# 安格拉 (樂團)
火神安格拉（英語：Angra），巴西知名樂團，從1991年出道，被巴西國民視為國寶級前衛新古典速度金屬樂團，由Andre Matos(主唱)、Luís Mariutti(貝斯)、Marco Antunes(鼓手)、Kiko Loureiro(吉他)、Rafael Bittencourt(吉他)組成。火神安格拉在1999年末分裂後，Andre Matos、Luís Mariutti，以及Ricardo Confessori(鼓手)從Angra出走，現任主唱是Fabio Lione、Bass是Felipe Andreoli、鼓手是Bruno Valverde。

## 樂團成員
Rafael Bittencourt - 節奏及主奏吉他、合音、古典吉他（1991-現今）
Felipe Andreoli – 貝斯、鍵盤、合音（2001-現今）
Fabio Lione - 主唱（2012-現今）
Bruno Valverde - 鼓（2014-現今）
Marcelo Barbosa – 吉他 (2015–現今)

## 歷史樂團成員
Marcos Antunes – 鼓、打擊樂器（1991-1993）
André Linhares – 主奏及節奏吉他、合音（1991-1992）
André Hernandes – 主奏及節奏吉他、合音（1992）
Kiko Loureiro – 主奏及節奏吉他、鍵盤、合音、古典吉他（1992-2015）
Luís Mariutti – 貝斯（1992-2000）、合音（1997-2000）
André Matos - 主唱、鍵盤、鋼琴（1991-2000，2019逝世）
Aquiles Priester – 鼓、打擊樂器（2001-2008）
Eduardo Falaschi – 主唱（2000-2012）
Ricardo Confessori – 鼓、打擊樂器（1993-2000，2009-2014）

## 專輯
1. 《天使之淚》(Angels Cry) 1993
2. 《聖地》(Holy Land) 1996
3. 《吶喊自由》(Freedom Call) 1996
4. 《神聖演唱會》(Holy Live) 1997
5. 《煙火》(Fireworks) 1998
6. 《復活》(Rebirth) 2001
7. 《獵戶座》(Hunters and Prey) 2002
8. 《復活演唱會》(Rebirth World Tour - Live in Sao Paulo) 2002
9. 《魅影殿堂》(Temple of Shadows) 2004
10. 《曙光乍現》(Aurora Consurgens) 2006
11. 《怒海狂瀾》(AQUA) 2010
12. 《天使之淚：成軍20週年紀念演唱會》(Angels Cry 20th Anniversary Tour) 2013
13. 《夢中幻境》(Secret Garden) 2014
14. 《無所不在》(Omni) 2018

## 外部連結
- 火神安格拉官方網站 （页面存档备份，存于）
- 火神安格拉的MySpace主頁
- Angra在MusicBrainz上的頁面（英文）
- 安格拉的Discogs页面（英文）
- 火神安格拉 （页面存档备份，存于）在金屬百科